# Grimsargh
Grimsargh is een civil parish in het bestuurlijke gebied Preston, in het Engelse graafschap Lancashire met 2653 inwoners.